# Jammu-et-Cachemire (État)
Pour les articles homonymes, voir Cachemire (homonymie), Jammu-et-Cachemire (territoire de l'Union) et Jammu-et-Cachemire (État princier).
 (juillet 2016).
Si vous disposez d'ouvrages ou d'articles de référence ou si vous connaissez des sites web de qualité traitant du thème abordé ici, merci de compléter l'article en donnant les références utiles à sa vérifiabilité et en les liant à la section « Notes et références ».
Le Jammu-et-Cachemire (en ourdou : جموں و کشمیر) était un État du nord de l'Inde. Situé principalement dans les montagnes de l'Himalaya, le Jammu-et-Cachemire était frontalier du Himachal Pradesh et du Pendjab au sud, de la Chine (régions autonomes du Tibet et du Xinjiang) au nord-est et est séparé des territoires contrôlés par le Pakistan par la Ligne de contrôle.
L'État, qui faisait autrefois partie de l'État princier du Jammu-et-Cachemire, fait l'objet d'un litige territorial entre l'Inde, le Pakistan et la Chine et a fait l'objet de plusieurs guerres. La partie du Jammu-et-Cachemire contrôlée par l'Inde est alors appelée « Indian-occupied Kashmir » au Pakistan alors que les territoires qui forment au Pakistan l'Azad Cachemire et le Gilgit-Baltistan, ainsi que l'Aksai Chin et la vallée de Shaksgam administrés par la Chine, sont revendiqués par l'Inde comme partie de l'État du Jammu-et-Cachemire.
Le Jammu-et-Cachemire comprenait trois régions : Jammu (en), à majorité hindoue, la vallée du Cachemire, à majorité musulmane et où se concentre la plus grande partie de la population, et le Ladakh, à majorité bouddhiste, au peuplement peu dense.
L’État du Jammu-et-Cachemire jouissait jusqu'au 5 août 2019 d'un statut spécial d’autonomie garanti par l’article 370 de la Constitution de l'Inde. Il fait l'objet d'une réforme visant à en scinder le Ladakh, avec effet au 31 octobre 2019. La partie non scindée de l'État est devenue un territoire de l'Union indienne et a gardé le même nom : le Jammu-et-Cachemire.

## Géographie
Le Jammu-et-Cachemire est bordé à l'ouest et au nord par le Pakistan, au nord et à l'est par la Chine, au sud par l'Himachal Pradesh et le Penjab. Une partie importante de l'État est revendiquée par le Pakistan, une autre est occupée par la Chine en grande partie dans l'Himalaya. Cette région comprend quatre sommets qui culminent à plus de 8 000 mètres. Il consiste en trois régions principales : le Jammu, la vallée du Cachemire et le Ladakh.
L’ancien État princier est aujourd’hui partagé de facto en trois régions administrées respectivement par l’Inde, le Pakistan et, pour une petite partie, par la Chine. L’Inde revendique la totalité du territoire cachemire comme sien, incluant la partie administrée par le Pakistan qui est appelée Pakistan Occupied Kashmir ou POK. Le Pakistan, quant à lui, ne reconnaît pas la souveraineté de l’Inde sur la région et nomme la partie sous administration indienne, l’Occupied Kashmir, tandis que la région qu’il contrôle est appelée, pour une petite partie (mais densément peuplée, au sud-ouest) l’Azad Cachemire, c’est-à-dire le « Cachemire libre », tandis que la majeure partie du Cachemire pakistanais, en altitude et faiblement peuplé, est administrée séparément et forme les « Territoires du Nord ».
Le gouvernement indien interdit toute publication et carte présentant cette zone comme un « territoire contesté », ce qui a conduit à l’interdiction de l’importation de la version sur cédérom de l’Encyclopædia Britannica depuis 1998.

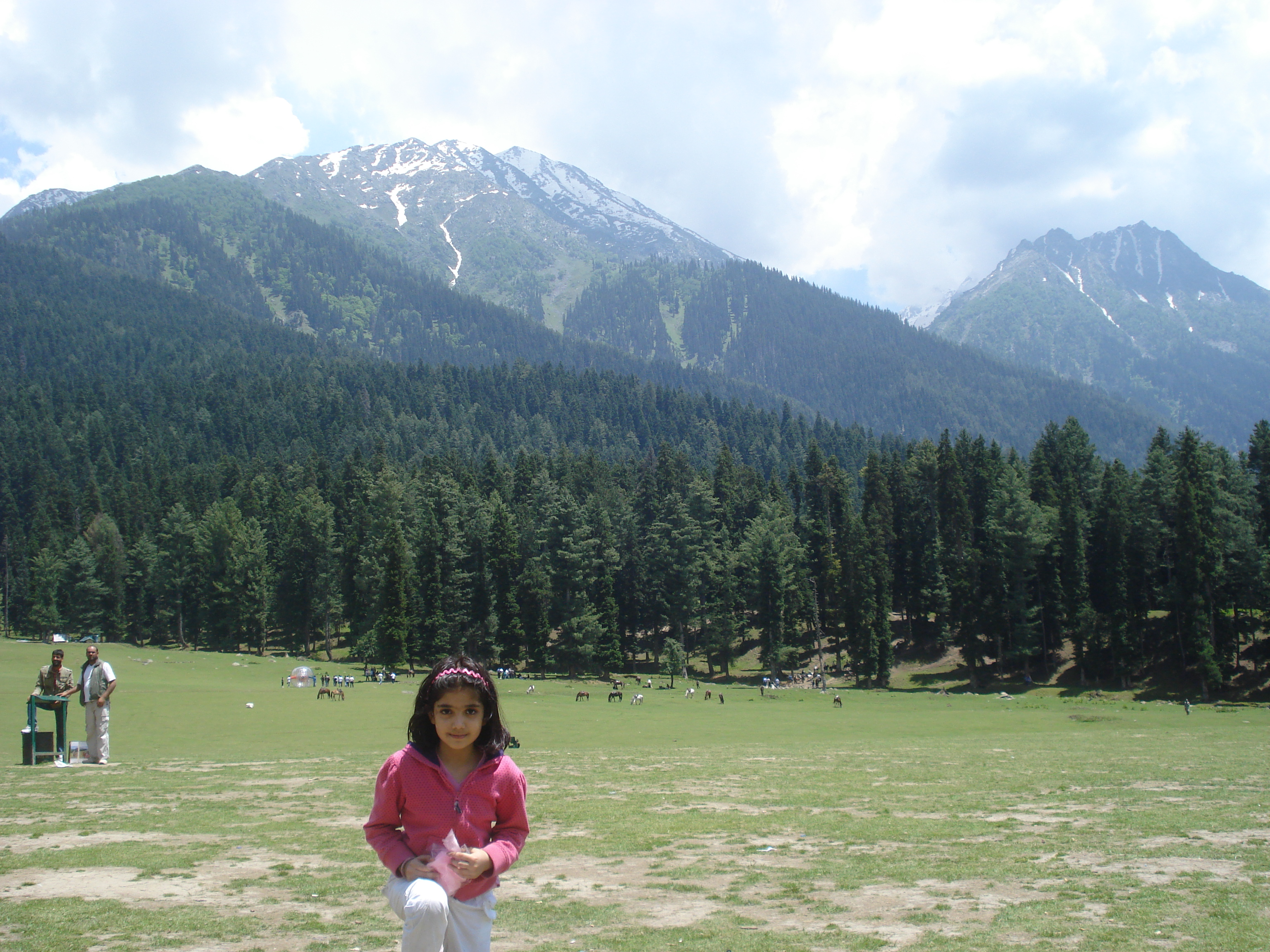
Paysage de la vallée de Pahalgam, dans la vallée du Cachemire.
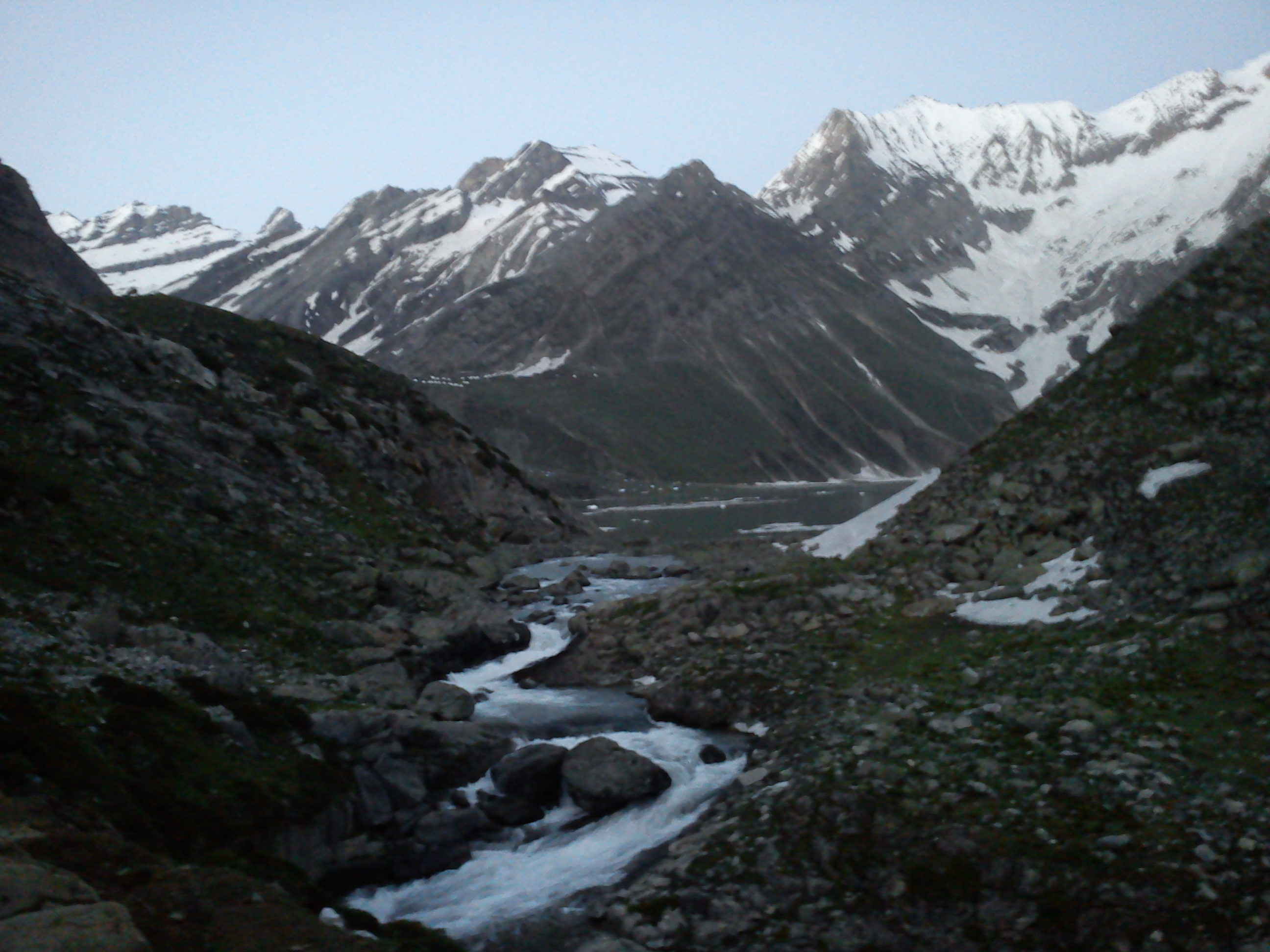
Lac sacré de Sheshnag, dans la sainte vallée d'Amarnath.

## Histoire
Le Jammu-et-Cachemire est un des anciens États princiers des Indes, dirigé par un mahârâja hindou jusqu’en 1947, mais dont la population, surtout dense dans la vallée de Srinagar, était et reste majoritairement musulmane. Lors de la Partition, le mahârâja Hari Singh refusa de rejoindre aussi bien l’Inde que le Pakistan, et choisit de demeurer indépendant, ce qui était une option alors possible. Mais des guerriers Pathans, armés par le gouvernement pakistanais, pénétrèrent alors sur le territoire cachemiri, ce qui entraina le mahârâja à demander l’assistance de l’Inde, qui repoussa l’invasion, et par suite obtint l’intégration de 60 % du territoire dans la république fédérale. Les autres parties furent intégrées au Pakistan et leurs minorités non musulmanes se regroupèrent dans la partie indienne, qui forme l’État du Jammu-et-Cachemire. En 1950, l’article 370 de la Constitution indienne octroie à cet État une relative autonomie vis-à-vis du pouvoir central dont les domaines d’intervention se limitent aux questions relevant à la fois des compétences de l’Union indienne et de l’État fédéré « pourvu que le gouvernement de l’État en soit d’accord ». Néanmoins le fonctionnement fédéral lui-même tempère cette résolution puisque le gouverneur est nommé par New Delhi. La portée de l’article initial est diminuée dès l’accord de 1975 entre Indira Gandhi et le chef du parti régional Cheikh Abdullah. De plus, les dispositions d’urgence de la Constitution indienne sont souvent invoquées en cas de troubles. La President’s rule, mesure d’exception permettant de confier la gestion d’un État de l’Union au pouvoir central, pèse ainsi comme une épée de Damoclès lors des diverses négociations.
Depuis lors, l’Inde et le Pakistan s’affrontent sur le problème de l'administration du Jammu-et-Cachemire, que les deux nations réclament dans son intégralité. L’Inde administre actuellement un peu plus de la moitié du territoire, le Pakistan un peu moins de la moitié et la Chine une toute petite partie, l’Aksai Chin.
Cependant, le 5 août 2019, le gouvernement indien de Narendra Modi, appliquant une promesse de campagne des nationalistes hindous, annonce la publication d'un décret présidentiel supprimant les articles constitutionnels (en particulier l'article 370) relatifs au statut d'autonomie du Jammu-et-Cachemire. Ce décret, à application immédiate, supprime l’État fédéré en le rétrogradant au statut de territoire de l'Union, le plaçant ainsi sous administration directe du pouvoir fédéral. Ce territoire étant amputé du Ladakh, région à majorité bouddhiste, ne comporte plus que les plaines à majorité hindoue de Jammu au sud et la vallée de Srinagar à majorité musulmane dans le nord. Selon les observateurs, cette décision fait craindre un soulèvement général des populations de cette dernière région,. Dans les heures qui ont suivi la décision, plusieurs hauts responsables politiques de la région, dont la ministre en chef de l'État Mehbooba Mufti, ont été placés en résidence surveillée.
Les habitants subissent des restrictions de circulation et des coupures de téléphones et d'internet, officiellement pour lutter contre les rebelles séparatistes. La plupart des responsables politiques locaux sont incarcérés, et les journalistes refoulés hors de la région. Fin octobre 2019, une délégation de 22 députés européens, pour la plupart issus de l’extrême droite, est reçue par les autorités nationalistes indiennes, ce qui provoque des tensions et des affrontements entre policiers et manifestants.

## Cycle de guerres

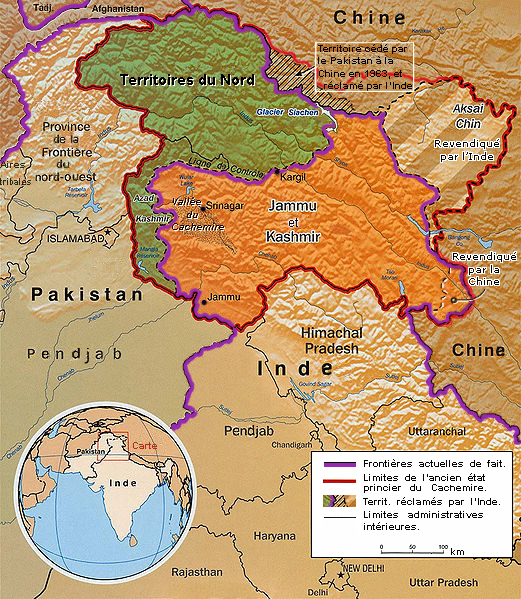
Les divisions du Cachemire.

Le Jammu-et-Cachemire était gouverné par un maharâja hindou alors que sa population, concentrée surtout dans la vallée de Srinagar, y est à majorité musulmane. Le Cachemire n’étant enclavé ni dans l’Inde ni dans le Pakistan, le maharâja qui ne voulait ni s’aliéner la majorité musulmane de ses sujets, ni provoquer l’expulsion des minorités hindoue (localement majoritaire autour de Jammu) et bouddhiste (majoritaire au Ladakh), opta pour l’indépendance.
À la suite de l’invasion de l’État princier de Junagadh (dont le sultan musulman avait choisi de rejoindre le Pakistan, mais dont la population à majorité hindoue s’était révoltée et que l’armée indienne avait occupé), le Pakistan arma des guerriers pachtounes des zones tribales de la province de la North-East Frontier qui se mirent en route vers Srinagar. Cette pénétration força le mahârâja à prendre la décision (ou selon le Pakistan, à rendre publique la décision qu’il avait prise après des tractations secrètes avec les britanniques et les indiens) de demander l’aide militaire de l’Inde. L’armée indienne entra donc au Cachemire jusqu’à la ligne dénommée Line of Control. L’intervention de l’ONU met fin à cette guerre et une résolution est votée au conseil de sécurité prévoyant un référendum dans les deux ans qui suivirent la fin de la guerre.
Ce référendum devait permettre aux habitants de choisir soit de rejoindre le Pakistan, soit de rejoindre l’Inde, soit de devenir indépendants. Mais il posait un problème de taille car la décision prise devait concerner l'ensemble du Cachemire, de sorte que si la majorité se prononçait pour le Pakistan, les habitants du pays de Jammu et les Ladakhis auraient été expulsés (comme d’autres populations non musulmanes du Pakistan), tandis que si elle se prononçait pour l’Inde, les habitants de la vallée du Cachemire, densément peuplée, feraient de celui-ci le seul État indien à majorité musulmane. De toute manière, le référendum ne put avoir lieu, car les forces pakistanaises et les indiennes ne se sont jamais retirées, comme le stipulait la résolution du Conseil de sécurité. Depuis, le Cachemire est donc en état de partition de facto, les minorités non musulmanes ont été expulsées des territoires contrôlés par le Pakistan et le Jammu-et-Cachemire est le seul État indien à majorité musulmane. De son côté, la Chine s’est fait céder une bande de terrain par le Pakistan et a occupé l’Aksai Chin : l’Inde revendique toujours ces territoires.

## Politique

### Résultat des élections législatives de 2014
| Parti                                                   | Sièges |
| ------------------------------------------------------- | ------ |
| Parti démocratique populaire du Jammu-et-Cachemire (en) | 28     |
| Bharatiya Janata Party                                  | 25     |
| Conférence nationale du Jammu-et-Cachemire              | 15     |
| Congrès national indien                                 | 12     |
| Conférence populaire du Jammu-et-Cachemire (en)         | 2      |
| Parti communiste d'Inde (marxiste)                      | 1      |
| Front démocratique populaire                            | 1      |
| Indépendants                                            | 3      |
| Total                                                   | 87     |

## Économie
Villes principales : Srinagar, Jammu

## Démographie
La population totale en 2011 est de 12 541 302 habitants selon le recensement officiel, dont 6 665 561 hommes et 5 883 365 femmes.
En 2001, la population était de 10 143 700 habitants (dont 5 360 926 hommes et 4 782 774 femmes).
Cela représente un accroissement de la population de 23,71 % sur dix ans.
La population de Jammu-et-Cachemire représentait 1,04 % de la population totale de l’Inde en 2011 (contre 0,99 % en 2001).

## Culture

### Langues
La langue officielle et administrative de l'ancien État du Jammu-et-Cachemire était l'ourdou, une langue étrangère à la région et imposée par le gouvernement. Les deux langues dominantes par rapport au nombre de locuteurs sont le cachemiri, parlé dans la vallée du Cachemire, et le dogri, langue du Dogranchal (région du Jammu). Les régions les plus à l’est (districts de Kargil et du Ladakh) parlent deux langues proches du tibétain, le Balti et le Ladakhi, et sont faiblement peuplées (143 388 au Kargil et 147 104 au Ladakh lors du recensement de 2011).
Les régions occidentales, de langues indo-aryennes et de confessions musulmane ou hindoue, concentrent l’essentiel de la population. Elle est particulièrement dense autour de Srinagar.
- Alphasyllabaire sharda

### Religions
La population de l’État indien de Jammu-et-Cachemire était de manière générale majoritairement musulmane à 68,31%, selon le recensement de 2011. Les hindous venaient en deuxième position avec 28,44% de la population. Les 3,25% qui restaient se répartissaient entre sikh (1,87%), bouddhistes (0,9%), chrétiens (0,28%), jaïn (0,02%) et autres (0,17%).
Cependant, si la vallée du Cachemire était musulmane à 96 %, avec 3 % d'Hindous et de Sikhs, en revanche la région du Jammu était hindoue à 87 % avec une minorité sikh de 8 % et 5 % de musulmans. Quant au Ladakh, de culture tibétaine, il était à majorité bouddhiste (81 %) avec une minorité musulmane (15 %), et une minorité hindoue de 3%.

Carte des différentes régions du Jammu-et-Cachemire:
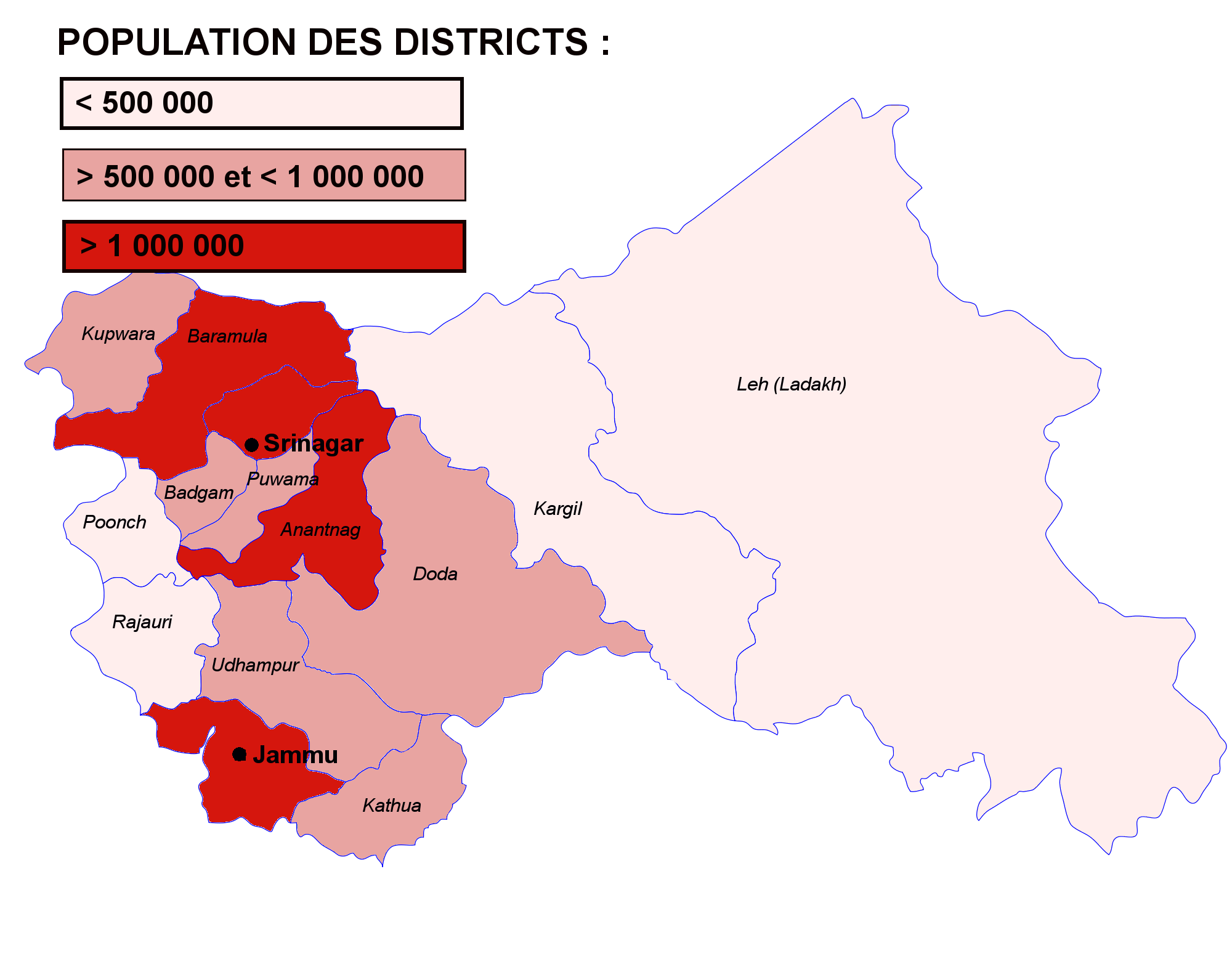
Démographie de la région : concentration de la population à l'ouest.
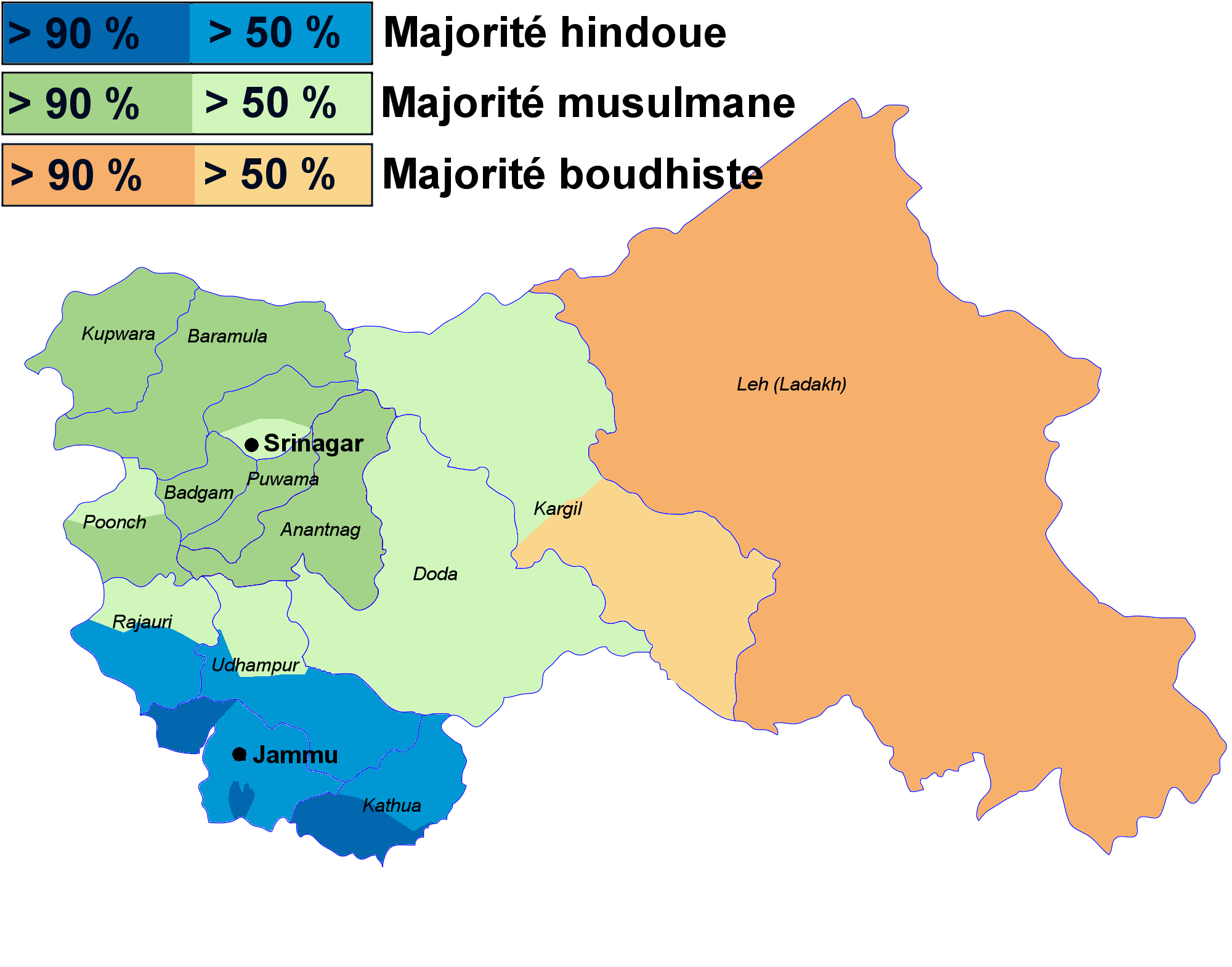
Carte des religions dans la région.

## Emblèmes
| Animal                | Oiseau            | Arbre              | Fleur   |
| --------------------- | ----------------- | ------------------ | ------- |
| - Cerf du Cachemire - | - Grue à cou noir | - Platane d'Orient | - Lotus |

## Tourisme
Le tourisme, qui est une importante ressource du Cachemire, est globalement déconseillé depuis le milieu des années 1980. . Les principaux points d'attraction de la région sont les villes de Srinagar et Leh. Cette dernière ville est le point de départ pour des excursions dans la vallée du Zanskar et celle du Ladakh. Celle-ci est le premier pôle d'attraction de flux touristiques dans l'État. Les touristes s'y rendent principalement pour profiter des nombreuses attractions culturelles et sportives.
Cependant, du fait de son instabilité, la Vallée du Cachemire attire peu de touristes, tant indiens qu'étrangers. Entre 2012 et 2018, le nombre de visiteurs étrangers et domestiques est passé (avec un rebond en 2016 et 2017) de 1,3 million à 850 000 .
Le Dogranchal, qui a peu à offrir dans le tourisme culturel et sportif, attire cependant des pèlerins hindous venus prier dans les nombreux sanctuaires et sites sacrés de la région, notamment le sanctuaire de Vaishno Devi, consacré à la Shakti. L'office de tourisme régional investit beaucoup dans le tourisme religieux au Jammu.

## Galerie

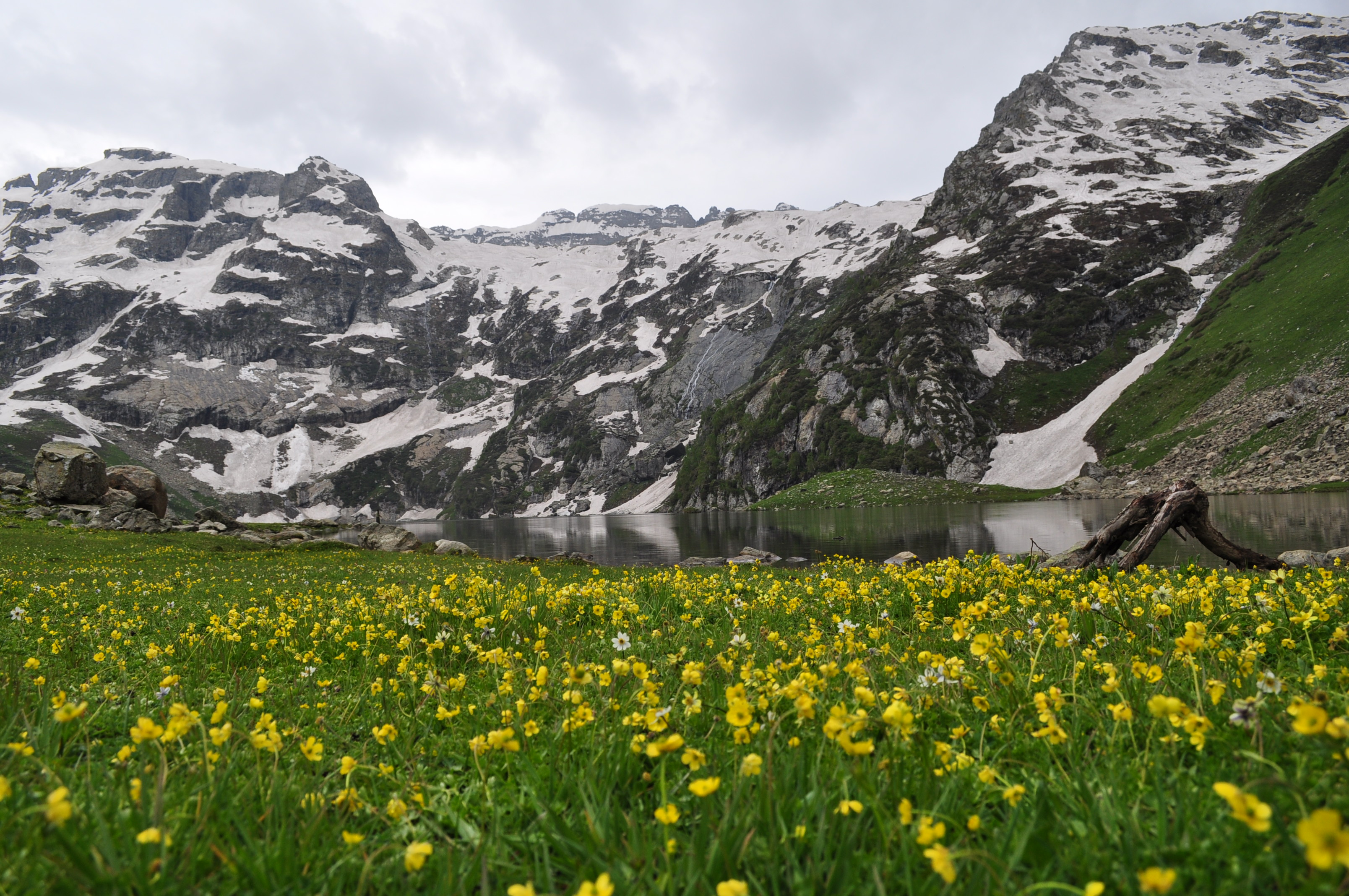
Mont Harmukh et lac de Nundkol, deux sites sacrés du shivaïsme cachemiri.
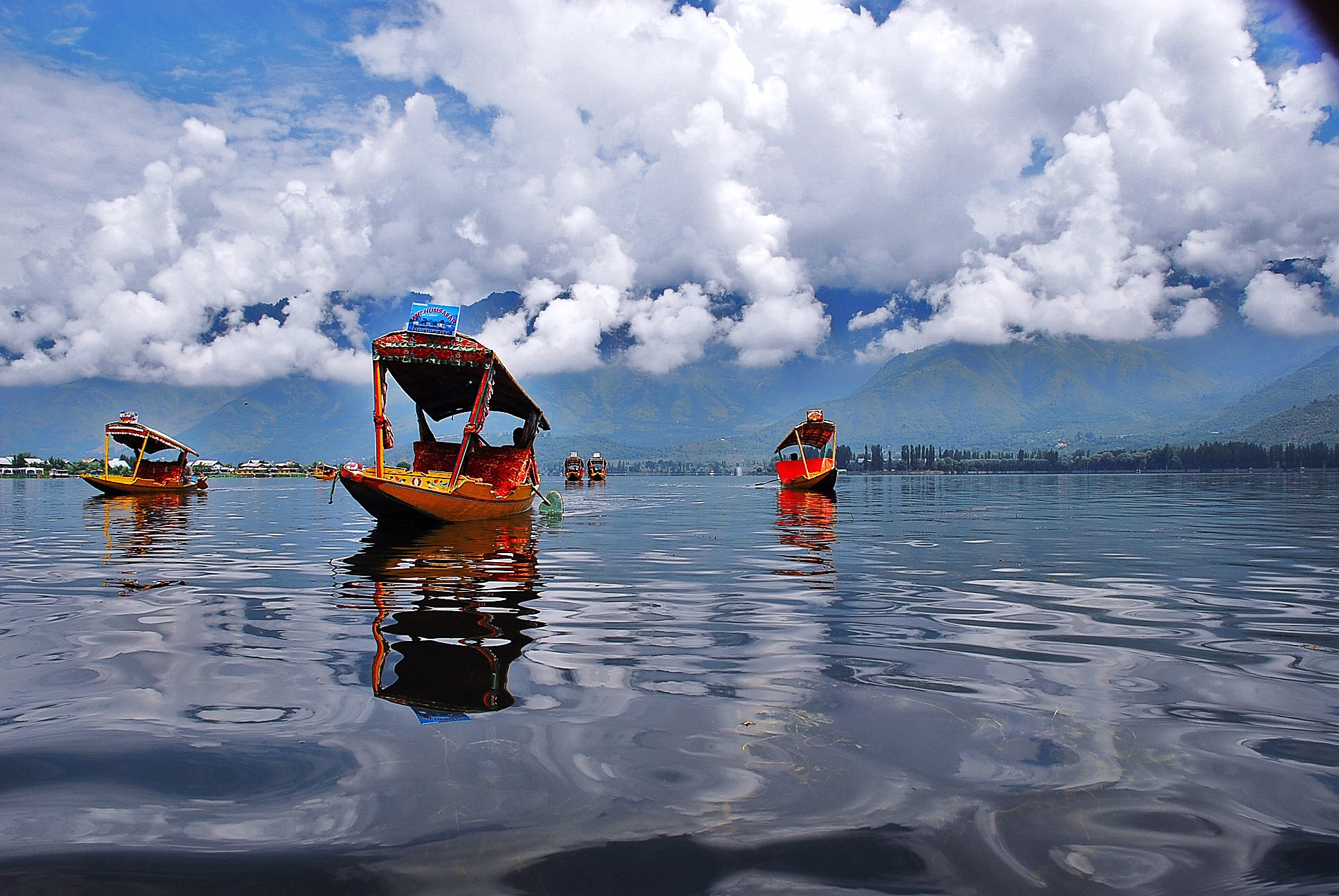
Shikharas sur le Lac Dal à Srinagar.
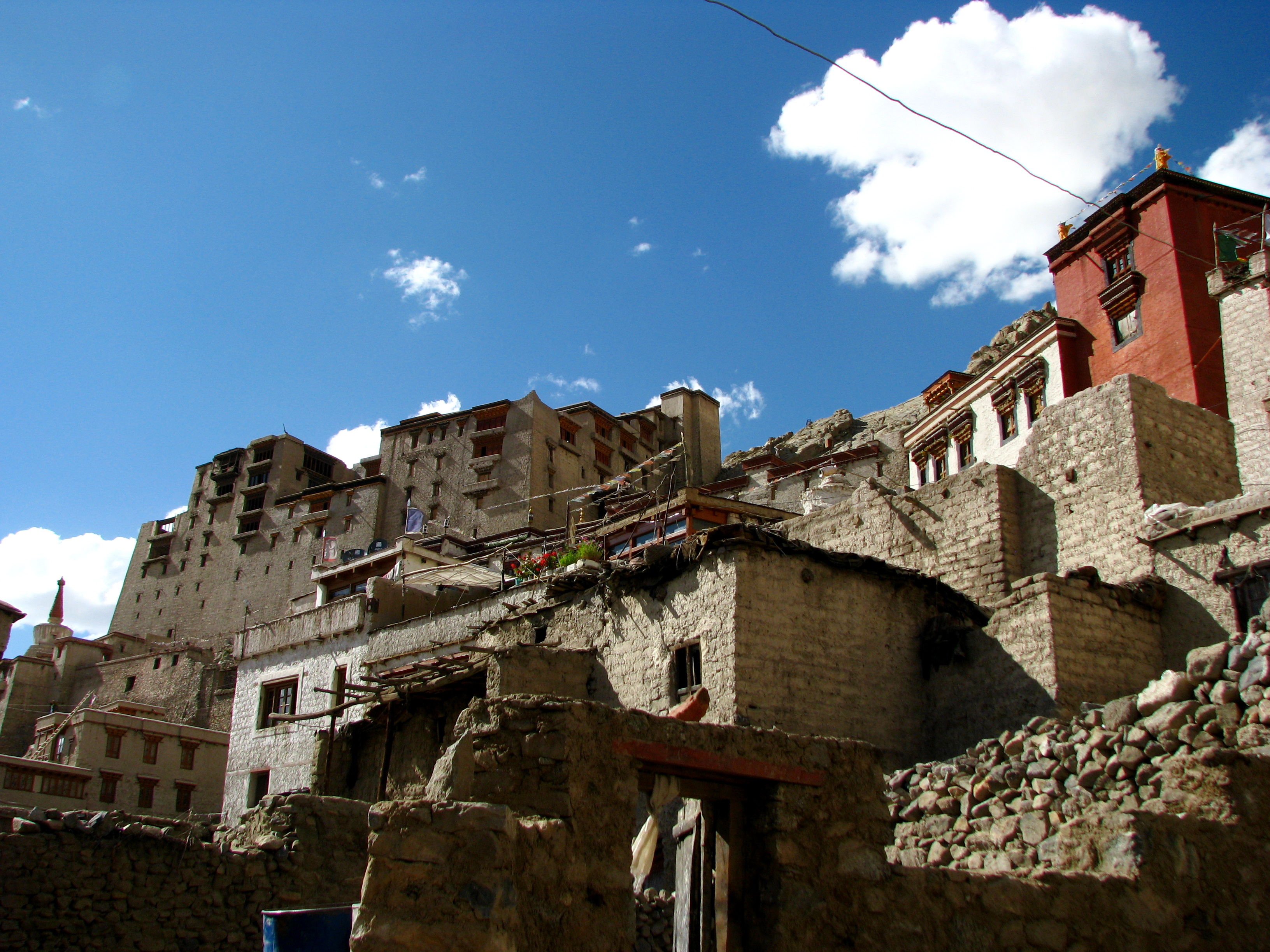
Palais de Leh.
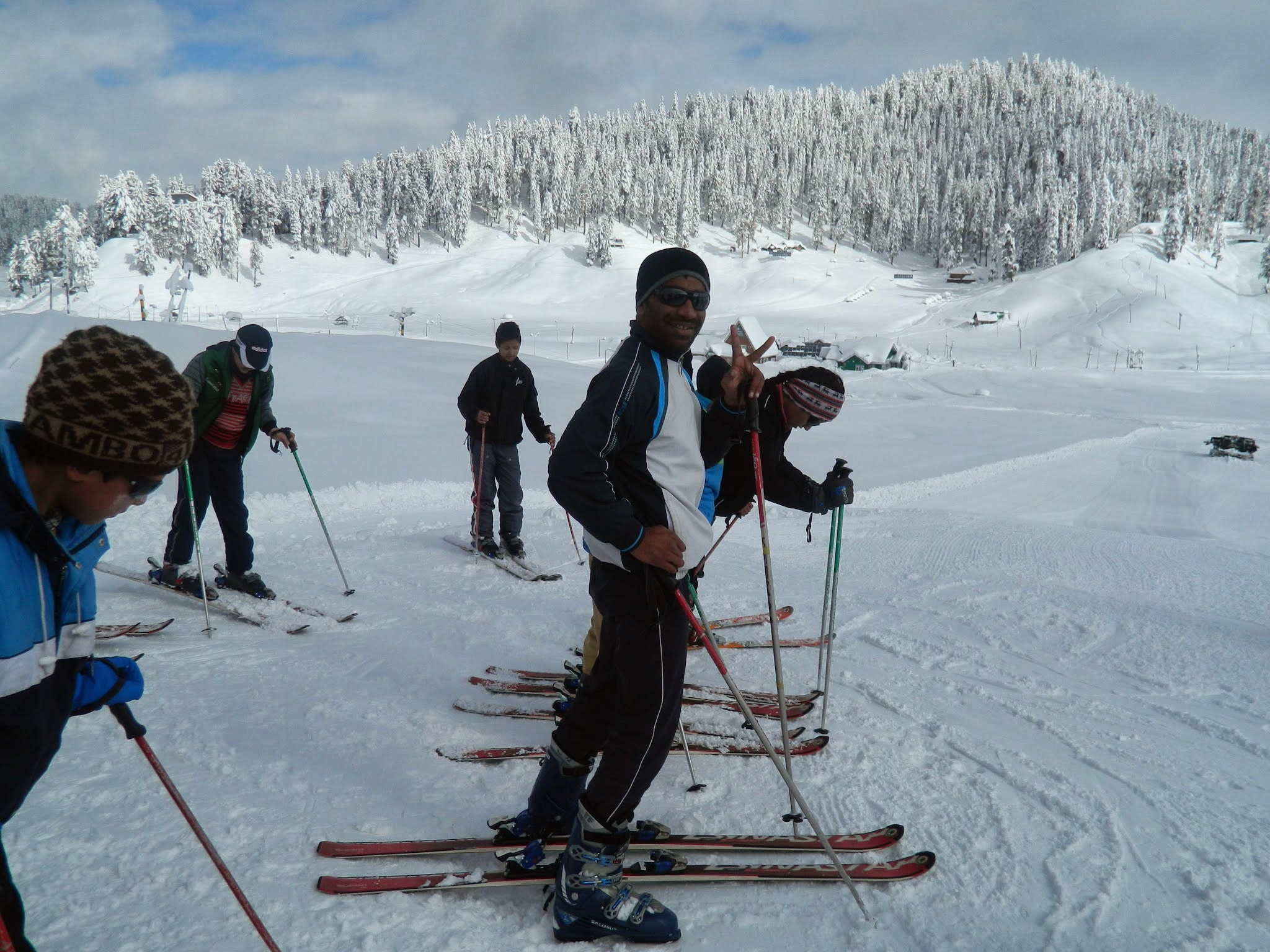
Skieurs sur les pistes de la station de Gulmarg.
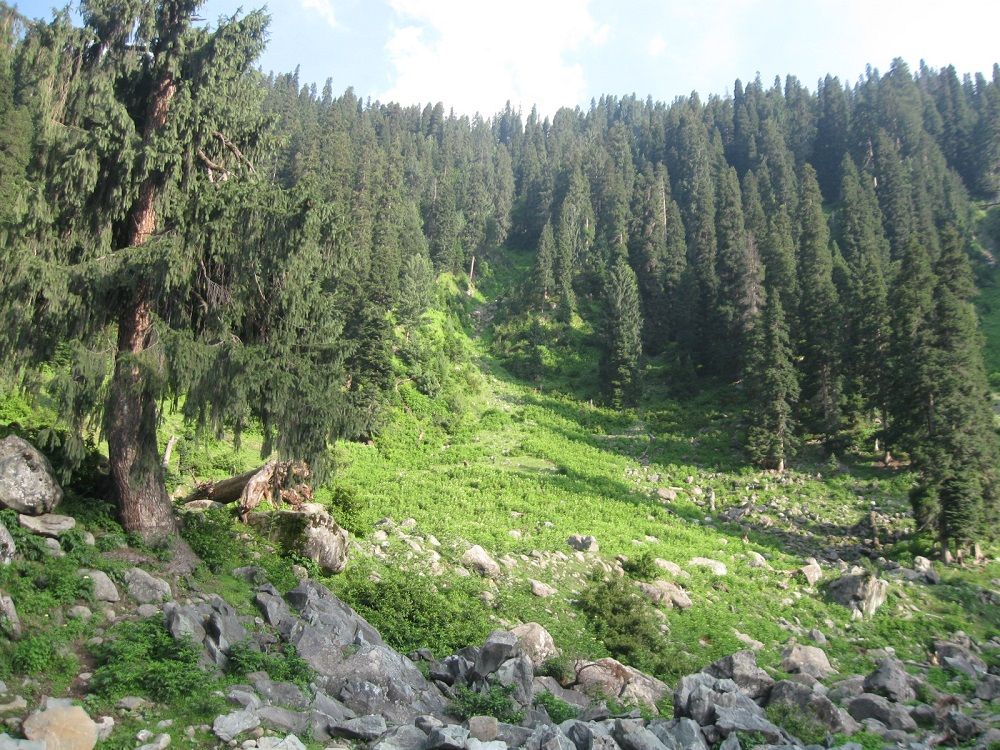
Forêt dans la réserve de Heerpora, près de Shopian.
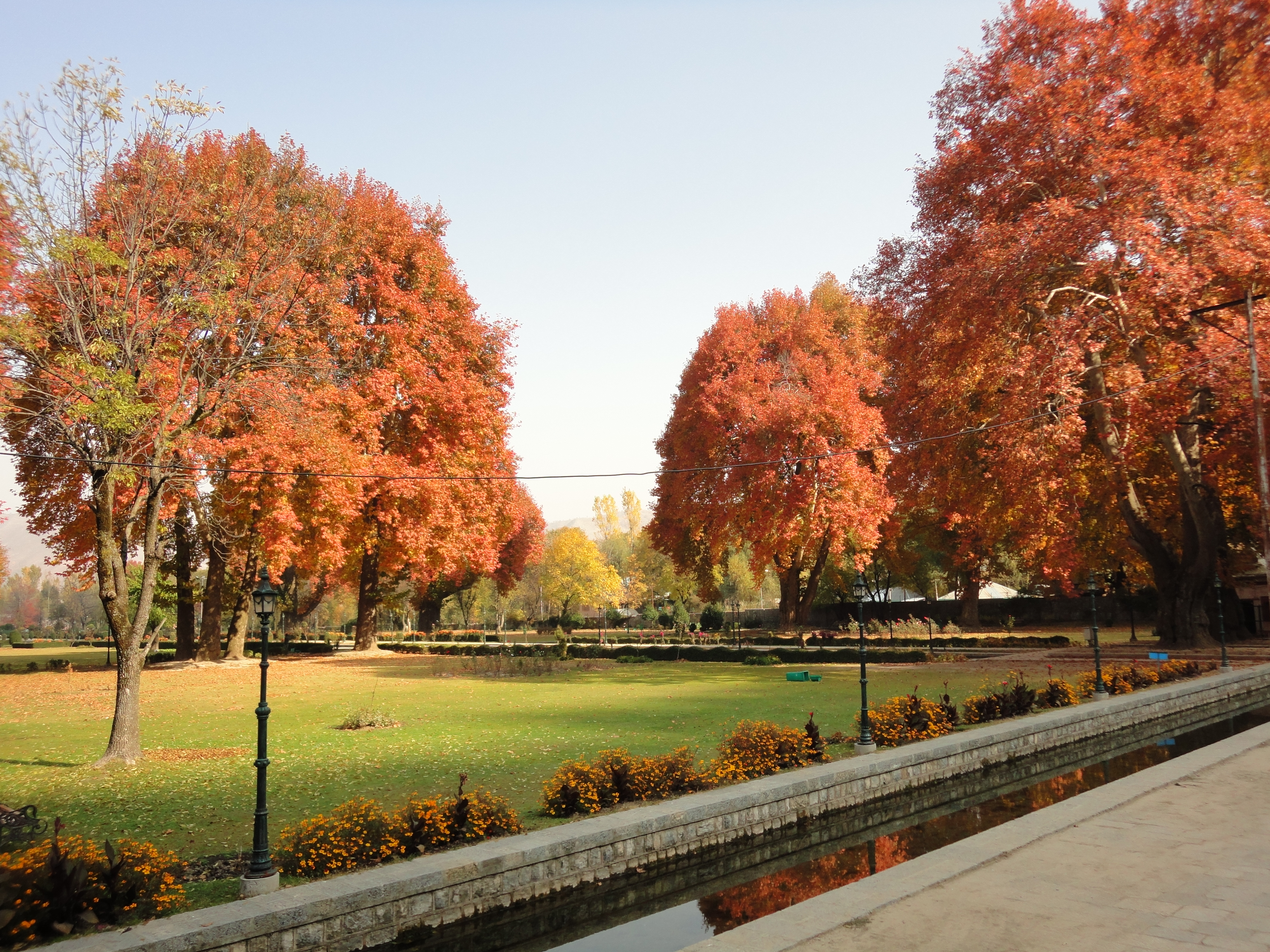
Jardin moghol de Verinag en automne.
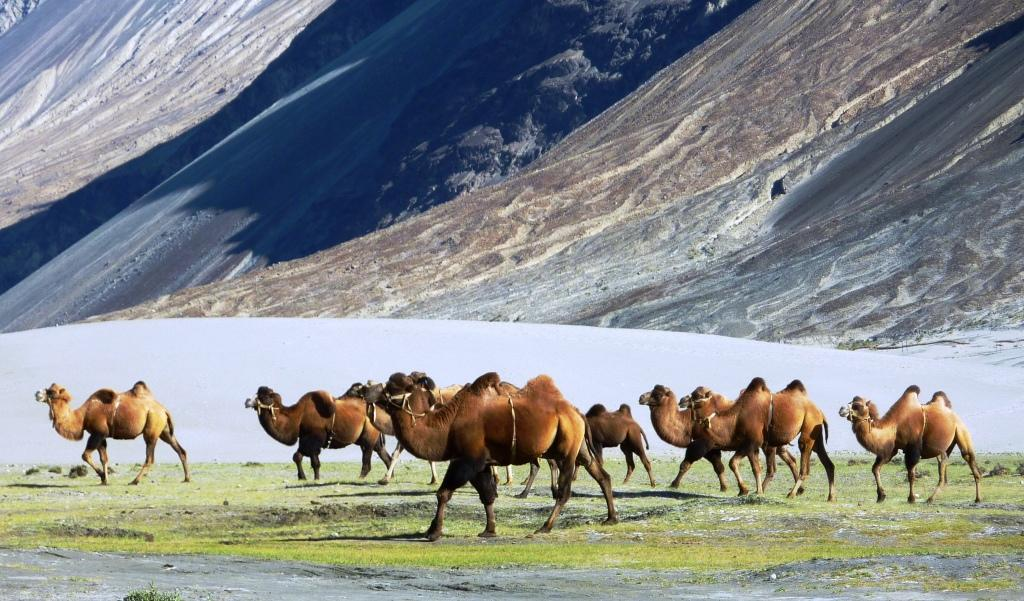
Troupeau de chameaux de Bactriane dans la vallée de la Nubra.
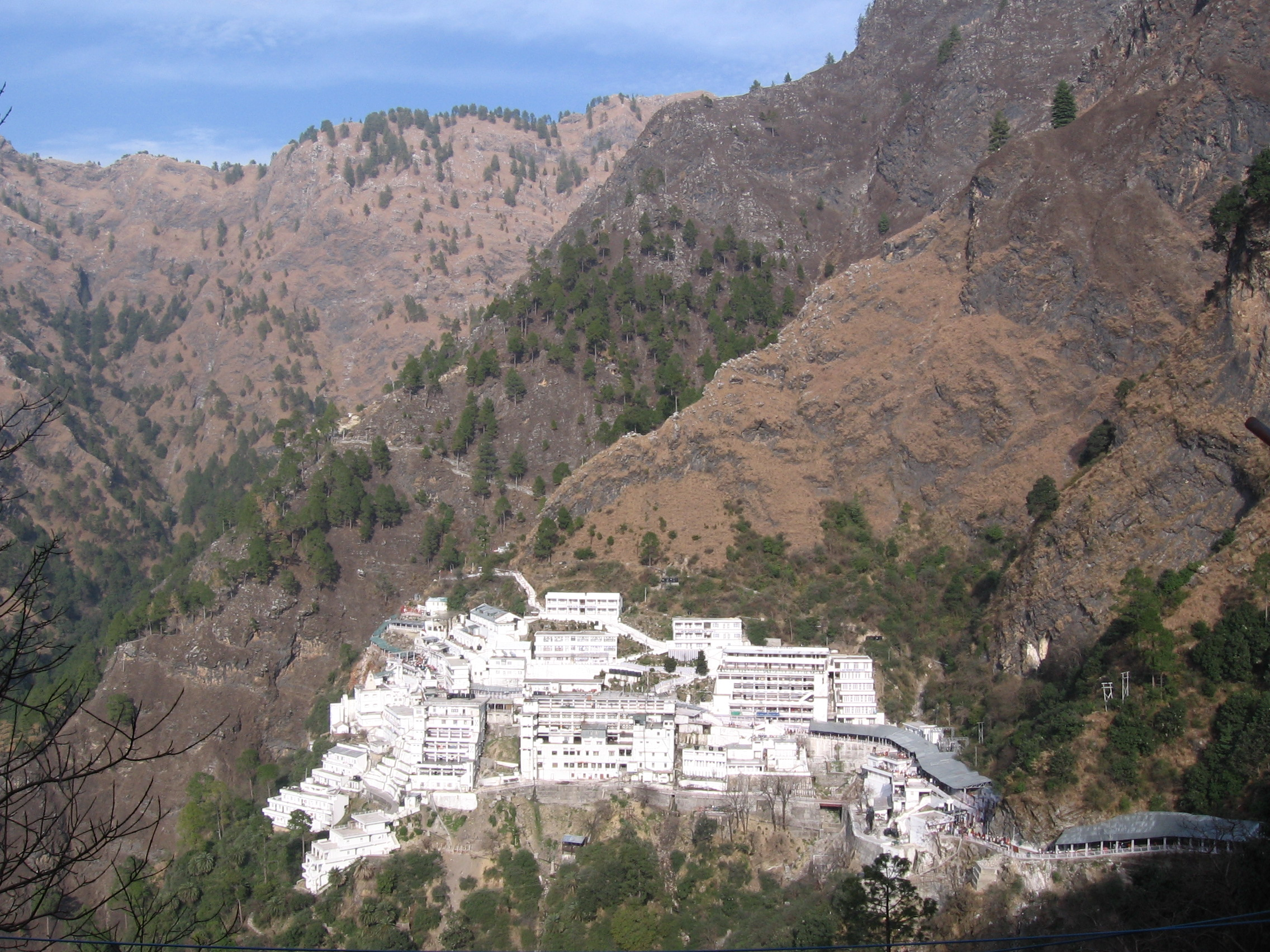
Sanctuaire de Vaishno Devi, temple dédié à la déesse Shakti.
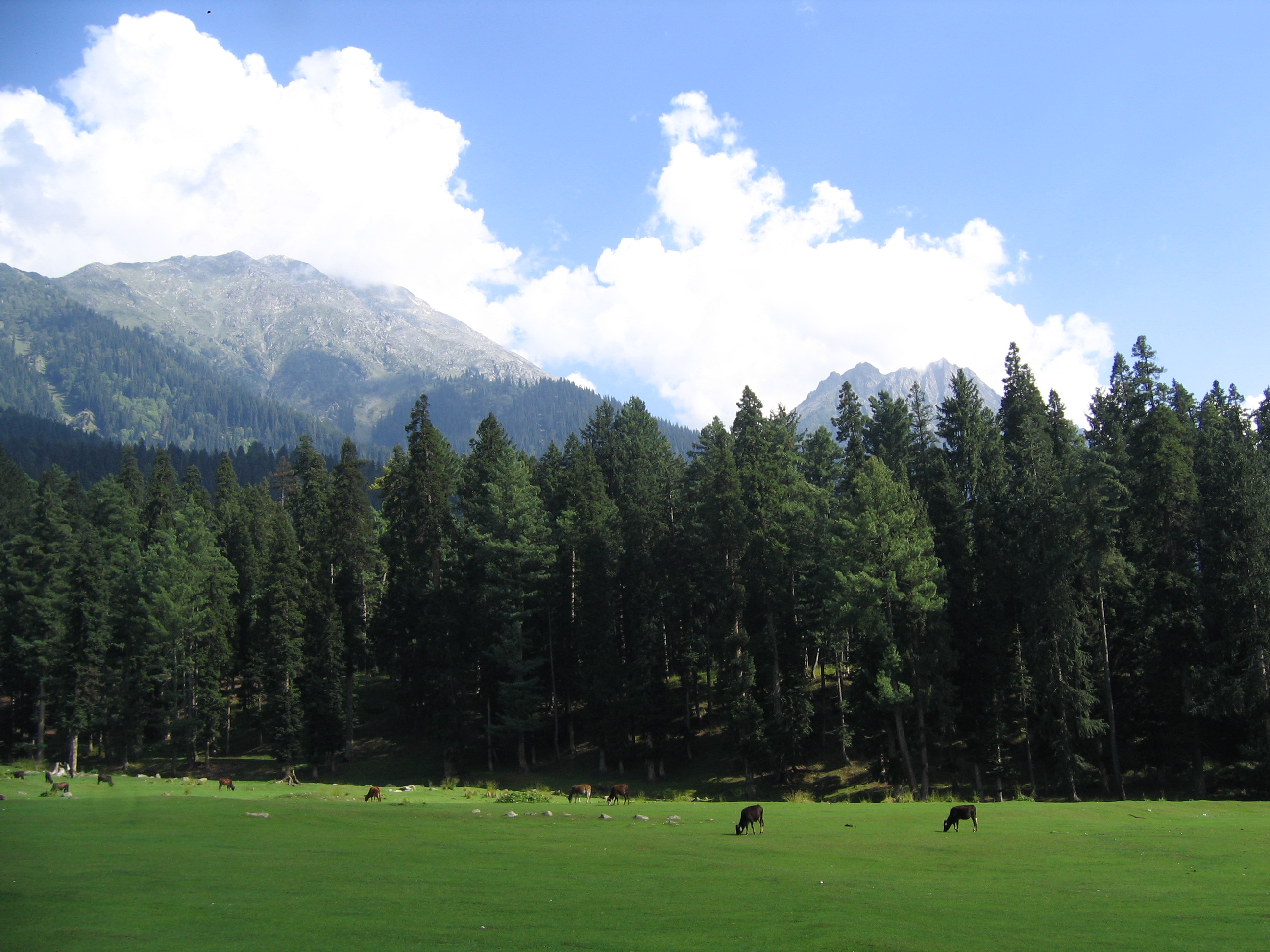
Prairie à Pahalgam.
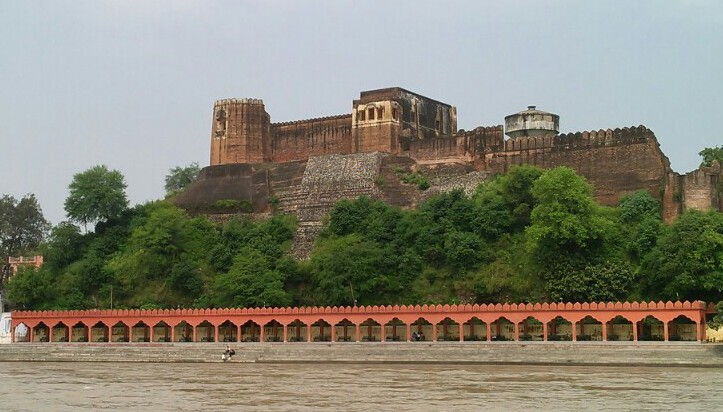
Fort de Akhnoor, non loin de Jammu.
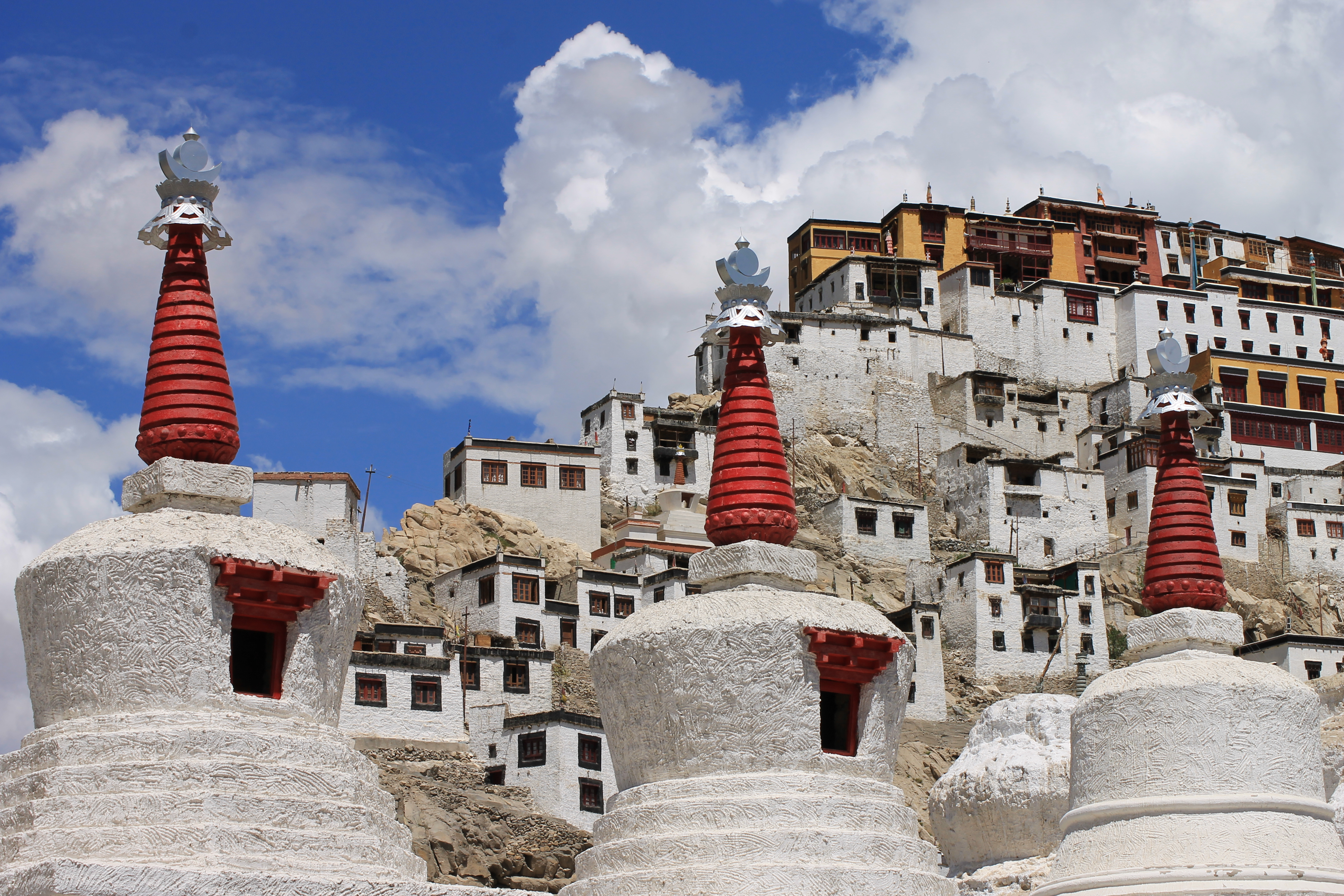
Monastère de Thiksey, Ladakh.